# Sinomphisa
Sinomphisa is een geslacht van vlinders uit de familie van de grasmotten (Crambidae), uit de onderfamilie van de Spilomelinae. De wetenschappelijke naam van dit geslacht is voor het eerst voorgesteld door Eugene Gordon Munroe in een publicatie uit 1958.

## Soorten
- Sinomphisa jeannelalis (Marion & Viette, 1956)
- Sinomphisa junctilinealis (Hampson, 1918)
- Sinomphisa plagialis (Wileman, 1911)